# Boys Over Flowers
Boys Over Flowers (꽃 보다 남자) és una sèrie de televisió de drama produït a Corea del Sud, protagonitzat per Ku Hye Sun, Lee Min Ho, Kim Hyun Joong de SS501, Kim Bum, Kim Joon de T-Max i Kim So Eun. Va sortir a l'aire en la cadena KBS2 el 5 de gener de 2009 i va acabar el 31 de març de 2009 després de 25 episodis.
Està basat en el manga shōjo japonès, Hana Yori Dango (花 より 男子), escrit per Yōko Kamio. Aquesta és la cinquena adaptació del manga, després de les adaptacions taiwaneses Meteor garden i la seva seqüela Meteor Garden II, i les japoneses Hana Yori Dango i la seva seqüela Hana Yori Dango Returns.

## Argument
A l'escola Shin Hwa, que està feta per a gent rica, assisteixen Goo Juny Pyo, l'hereu de la corporació global Shin Hwa Group; Yoon Ji Hoo, So Yi Jeong i Song Woo Bin, els quals conformen el F4, sent Juny Pyo el líder i el més vil de tots.
Jan Di, que no és d'una família rica, va a l'escola Shin Hwa i accidentalment es fica en problemes amb Juny Pyo en salvar a una víctima de la seva intimidació, Lee Min Ha. Gairebé totes les vegades en què Jan Di és molestada pel June Pyo, és ajudada per Ji Hoo, qui sembla estar a favor d'ella, però que mai para el seu amic que continuï molestant-la.
Ja farta de les empipadores accions de Jun Pyo, Jan Di el colpeja enfront dels seus amics. Sobtadament, Jun Pyo comença a enamorar-se d'ella, ja que és l'única persona que s'atreveix a barallar-se amb ell.

## Boys Over Flowers... 5 anys després
A causa de la gran demanda, la cadena KBS va afegir històries sobre els membres del F4 després de 5 anys. Ells es reuneixen després de rebre un missatge de text el qual comunicava que s'havien de reunir. Yi Jung, Woo Bin i Juny Pyo arriben al saló privat del F4.
- Episodi 1: La història de So Yi Jeong, titulada "Estimam... nostàlgia violeta) (내게 사랑 은 ... 보랏빛 그리움)

En aquest episodi, Yi Jeong descobreix una cistella de flors sobre una banca. Comença a recordar moments amb Ga Eul. Al saló, fa un bouquet amb aquestes flors, es pren unes fotos instantànies posant al costat del bouquet i hi col·loca les fotos. Comença a recordar més moments amb Ga Eul mentre surt d'allí. Yi Jeong arriba a una porta. Després una veu de noia diu "Sunbae, arribo una mica tard, oi?" Ell somriu, li mostra el bouquet i li pregunta "Ga Eul, ¿seràs la meva flor per sempre?". La cançó de fons és "I'm Going to Meet Her Now" de l'actor d'aquest personatge, Kim Bum.
- Episodi 2: La història de Song Woo Bin, titulada "Amor... amistat..." (사랑 도 ... 우정 도 ...)

En aquest episodi veiem un frustrat Woo Bin barallant-se amb una noia. Li demana una raó, i ella li diu que està cansada. Tira les flors que sostenia a terra. Al saló de classe, com Yi Jeong i Jun Pyo estaven jugant Jenga, Woo Bin tira la torre i se'n va enfadat. A fora, comença a recordar els moments que va passar al costat del F4. Després torna al saló, seu a la seva taula i comença a mirar una foto de l'F4 quan eren nens. Jun Pyo i Yi Jeong el sorprenen amb un pastís d'aniversari. La cançó de fons és "To Empty Out" cantada per l'actor d'aquest personatge, Kim Joon.
- Episodi 3: La història de Yoon Ji Hoo, titulada "Jo, de vegades" (사랑, 때때로)

En aquest episodi es mostren escenes de l'amor de Ji Hoo cap a Jan Di, recordant el moment en què li confessa el seu amor quan ella estava adormida. Ji Hoo no apareix quan es reuneix l'F4, però sí que aconsegueix rebre el missatge de text. La cançó de fons és "Sometime" cantada per l'actor d'aquest personatge, Kim Hyun Joong.
- Episodi 4: La història de Gu Jun Pyo, titulada "Amor Tan llarg com ho és" (사랑. 그후 로도 오랫동안)

En aquest episodi, Jun Pyo entra a la cuina de la Universitat de Shin Hwa on, després de recordar les galetes que Jan Di va fer amb la forma de la seva cara, decideix enfornar galetes amb la cara d'ella. Woo Bin el troba enmig de la preparació, i Jun Pyo, el treu ràpidament del lloc. La cançó de fons és "My Everything", cantada pel mateix actor, Lee Min Ho.

## Repartiment
- Ku Hye Sun com Geum Jan Di

Jan Di és la filla d'un tintorer. En anar a deixar una entrega a l'Escola Shin Hwa, salva un noi que patia d'assetjament escolar a que no se suïcidi. Li ofereixen una beca per estudiar en aquesta prestigiosa escola, i aviat comença a tenir problemes amb Gu Jun Pyo.
- Lee Min Ho com Gu Jun Pyo

Jun Pyo és el líder del F4 i el noi més popular de l'escola, a més de ser l'hereu de la Corporació Shin Hwa. Comença a turmentar a Jan Di després que ella li mostri repudi al seu "bullying", però acaba enamorant-se d'ella.
- Kim Hyun Joong com Yoon Ji Hoo

Ji Hoo és un membre del F4 i el net de l'expresident coreà. El seu talent musical crida l'atenció de Jan Di i fa que comenci a sentir alguna cosa per ell.
- Kim Bum com So Yi Jeong

Yi Jeong és conegut com el Casanova del F4. És un talentós terrissaire i la seva família és propietària del museu d'art més gran del país. Va deixant les seves maneres de Casanova quan es va enamorant de Ga Eul.
- Kim Joon com Song Woo Bin

Woo Bin és el playboy del F4. La seva família té una companyia constructora i té connexions amb la màfia.
- Kim So Eun com Chu Ga Eul

És la millor amiga de Jan Di i treballa amb ella a la mateixa botiga de civada. Gradualment s'enamora de So Yi Jeong.

## Transmissió Internacional
- Filipines: La cadena ABS-CBN va adquirir els drets per transmetre aquesta sèrie. Va sortir a l'aire l'11 de maig del 2009 a horari estel·lar de dilluns a divendres. Va ser reeixit i la cadena va llançar un especial final, presentat per Bianca González.
- Singapur: El canal Mediacorp va començar a transmetre la sèrie el 16 maig 2009 cada dissabte a les 09:30 pm.
- Taiwan: CTV va començar a transmetre la sèrie el 10 de maig de 2009, els dilluns a les 10:00 pm.
- Xina: La cadena més gran de televisió de Hong Kong, Television difusions Limited, va transmetre la sèrie al seu canal per a audiència jove TVB J2, a partir del 2009.
- Indonèsia: El canal de televisió Indosiar va començar a transmetre l'1 de juny de 2009, cada dilluns i dimarts a les 10:30 pm.
- Tailàndia: Es va començar a transmetre el 4 de juliol de 2009, cada dissabte i diumenge a les 09:15 am, a través del BBTV, Canal 7, a Bangkok.
- Vietnam: Es va transmetre des del 24 de juny de 2009 de dilluns a dijous a les 09:00 pm a H1 (Hanoi Television). Els drets d'autor els va obtenir TVM i va ser legalment transmès en HTV3 cada setmana a les 09:00 pm des del 22 d'agost de 2009.
- El canal Xing Kong d'Àsia va transmetre la sèrie com a part de la trilogia de Hana Yori Dango, al costat de les versions taiwanesa i japonesa.
- Canadà: Va sortir a l'aire a Vancouver al canal multicultural SHAW (119), en horari de 07:30 a 8 pm (hora local) amb subtítols en anglès.
- Israel: Es va transmetre des del 3 de setembre de 2010 en el canal Viva Platina, 2 episodis cada divendres.
- Estats Units: La pàgina web Hulu va començar a presentar per internet els 25 episodis a l'agost del 2010. També estan disponibles en Netflix i Crunchyroll.
- Perú: El canal Panamericana Televisió tansmitió la sèrie des del 5 de maig de 2011 fins al 4 de juliol de 2.011,2 3 de dilluns a divendres a les 08:00 pm, i les dues últimes setmanes de 08:30 pm a 09: 00 pm
- Panamà: Es va transmetre a partir del 19 de juny de 2011 a SERTV, Canal 11.
- Equador: El canal públic Equador TV va transmetre la sèrie de dilluns a divendres a les 05:00 pm.
- Xile: El canal de televisió per cable Etc TV va començar a transmetre la sèrie des del Dilluns 16 d'abril, amb un horari de dilluns a divendres, des de les 20:30-21:00 aproximadament.